# Leptodactylus petersii
Leptodactylus petersii (лат.) — вид земноводных из семейства свистуновых. Обитает в бассейне реки Амазонки (Боливия, Бразилия, Колумбия, Эквадор, Французская Гвиана, Гайана, Перу, Суринам, Венесуэла). Обитает в тропическом лесу, на опушках лесов, в саваннах и серрадо, обычно около воды. Длина самцов составляет 27—41 мм, самок — 31—51 мм. Вид назван в честь немецкого зоолога Вильгельма Петерса (1815—1883).